# 1047. grenadirski polk (Wehrmacht)
1047. grenadirski polk (izvirno nemško 1047. Grenadier-Regiment; kratica 1047. GR) je bil pehotni polk Heera v času druge svetovne vojne.

## Zgodovina
Polk je bil ustanovljen 26. junija 1944 kot del 237. pehotne divizije.